# Trechus rosenbergi
Trechus rosenbergi är en skalbaggsart som beskrevs av Barr. Trechus rosenbergi ingår i släktet Trechus och familjen jordlöpare. Inga underarter finns listade i Catalogue of Life.